# Ишмурзино
Ишму́рзино (баш. Ишмырҙа) — село в Баймакском районе Республики Башкортостан России. Административный центр Ишмурзинского сельсовета. Согласно переписи 2020 года население составляло 882 человека.

## Географическое положение
Расстояние до:
- районного центра (Баймак): 22 км,
- ближайшей железнодорожной станции (Сибай): 63 км.

## История
Название происходит от личного имени Ишмурза.
28 апреля 2023 года прошёл протест против незаконной золотодобычи и создания карьера, в котором приняло участие около 1 тысячи человек.

## Население
| 2002 | 2009 | 2010 |
| ---- | ---- | ---- |
| 911  | ↗912 | ↘806 |

Национальный состав
Согласно переписи 2002 года, преобладающая национальность — башкиры (100 %).

## Религия
В селе есть мечеть.

## Известные уроженцы
- Тутманов, Радис Нурисламович (род. 1953 года) — солист ансамбля народного танца им. Ф. Гаскарова, народный артист Республики Башкортостан (1994).